# St. Gallus (Lengfeld)

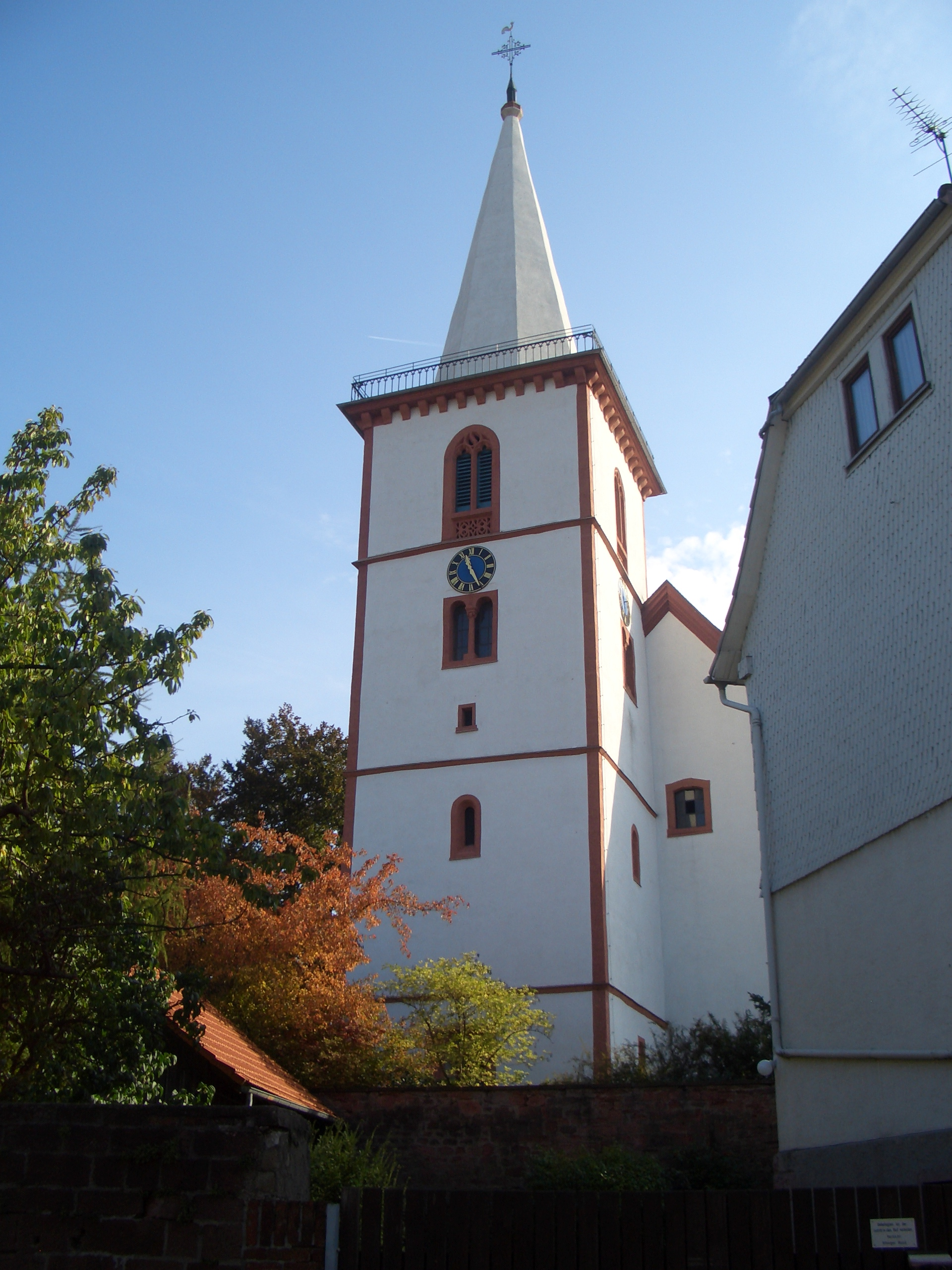
St. Gallus (Lengfeld)

Die Evangelische Kirche St. Gallus ist ein denkmalgeschütztes Kirchengebäude, das in Lengfeld steht, einem Ortsteile der Gemeinde Otzberg im Landkreis Darmstadt-Dieburg in Hessen. Die Kirchengemeinde gehört zum Kirchspiel Otzberg im 
Dekanat Vorderer Odenwald in der Propstei Starkenburg der Evangelischen Kirche in Hessen und Nassau.

## Beschreibung
Der Vorgängerbau aus dem 13. Jahrhundert wurde 1771 bis auf den Kirchturm abgebrochen. Die heutige Saalkirche mit dreiseitigem Schluss im Osten wurde nach einem Plan von 1755 in den Jahren 1771 bis 1783 errichtet. Im Osten schließt sich die mit einem Walmdach bedeckte Sakristei an die mittlere Polygonseite in gleicher Breite an. Der Kirchturm an der Westseite ist aus der Mitte nach Norden verschoben. Seine vier Geschosse sind durch Gurtgesimse gegliedert. Das dritte Geschoss beherbergt die Turmuhr. Im Zusammenhang mit allgemeinen Ausbesserungsarbeiten an der Kirche wurde das vierte Geschoss, hinter dessen als Biforien gestalteten Klangarkaden sich der Glockenstuhl befindet, 1841 verändert. Das Erdgeschoss des Turms ist mit einem Tonnengewölbe, das Kirchenschiff mit einer Flachdecke überspannt. An drei Seiten wurden 1783 Emporen eingebaut. Zur Kirchenausstattung aus dem 18. Jahrhundert gehören eine Kanzel, deren Schalldeckel mit einem Pelikan bekrönt ist, und ein pokalförmiges Taufbecken aus rotem Sandstein.